# Случай делает вором
«Случай делает вором» (полное название «Случай делает вором, или Перепутанные чемоданы», итал. L’occasione fa il ladro, ossia Il cambio della valigia, фр. Le prétendu sans le savoir, ou L’occasion fait le larron) — одноактная опера (авторское определение жанра — «опера-фарс») Джоакино Россини. Либретто Луиджи Привидали по мотивам пьесы Эжена Скриба «Le prétendu sans le savoir, ou L’occasion fait le larron» (1810).

## История создания и постановок
Опера была создана за 11 дней. Россини настолько спешил закончить работу, что не стал писать увертюру, а использовал уже готовую из ранее написанной оперы «Пробный камень», присочинив к ней небольшую прелюдетту.
Премьера состоялась в Венеции в Театр Сан-Моизе, 24 ноября 1812 года.

## Действующие лица
| Партия                               | Голос   | Исполнитель на премьере 24 ноября 1812 Дирижёр: ?? |
| ------------------------------------ | ------- | -------------------------------------------------- |
| Дон Парменьоне                       | баритон | Луиджи Пачини                                      |
| Мартино, его слуга                   | бас     | Филиппо Спада                                      |
| Граф Альберто                        | тенор   | Томмазо Берти                                      |
| Дон Эусебио                          | тенор   | Гаэтано Даль Монте                                 |
| Береника, его племянница и отделения | сопрано | Гиацинта Каноничи                                  |
| Эрнестина, её подруга                | сопрано | Каролина Нагер                                     |

## Содержание
Действие оперы происходит в Неаполе и близ него, в XVIII веке. Остановившийся, чтобы переждать грозу на провинциальном постоялом дворе, граф Альберто, попадает в цепь смешных и странных ситуаций, спровоцированных слугой, подменившим его дорожные чемоданы с пожитками другого постояльца, дона Парменьоне. Невеста графа Альберто, пытающаяся собрать информацию о своём женихе, решает выдать себя за служанку в доме своего попечителя, дона Эвзебио.